# Kiralnost (matematika)
.
Királnost je v geometriji oblika, ki ni enaka svoji zrcalni sliki ali, če smo bolj natančni, se ne more preslikati v  zrcalno sliko z vrtenjem ali s premikom. Kot zgled poglejmo desni čevelj, ki je različen od levega, ter smer gibanja urinega kazalca se razlikuje od obratne smeri gibanja urinega kazalca. 
Kiralno telo in njegova zrcalna slika sta enanciomorfni. Beseda kiralnost izhaja iz grške besede χείρ (roka). Najbolj uporabljan kiralna beseda enanciomorfnost izhaja iz grške besede ἐναντίος ( nasprotni) in μορφή (oblika). Nekirateri oblike imenujemo akiralne ali amfikiralne .
Vijačnica in Möbiusov trak sta kiralna dvorazsežna objekta v trirazsežnem  prostoru 

## Kiralnost in simetrijska grupa
Telo je akiralno samo, če in samo, če njegova simetrijska grupa vsebuje najmanj eno izometrijo z orientacijo, ki se lahko obrne. V evklidski geometriji se izometrija lahko piše kot {\displaystyle v\mapsto Av+b} z ortogonalno matriko {\displaystyle A} in vektorjem  {\displaystyle b}. Determinanta za je potem  {\displaystyle A} je 1 ali −1. Kadar je  −1 je izometrija orientacija z orientacijo, ki se lahko obrne, v nasprotnem primeru pa se ohrani.

## Kiralnost v treh razsežnostih
V treh razsežnostih ima vsaka oblika, ki ima zrcalno simetrijo ali središče, je akiralno. Ravnina simetrije telesa  {\displaystyle F} v ravnini {\displaystyle P}, tako, da je {\displaystyle F} invarianta za preslikavo {\displaystyle (x,y,z)\mapsto (x,y,-z)}, ko je {\displaystyle P} je izbran kot izhodišče koordinatnega sistema.  Središče simetrije oblike {\displaystyle F} je točka {\displaystyle C}, tako, da je {\displaystyle F} invarianta za preslikavo {\displaystyle (x,y,z)\mapsto (-x,-y,-z)}, ko je {\displaystyle C} izdran za izhodišče koordinatnega sistema. <Bodi pozoren na to, da obstajajo akiralne oblike, ki jim manjka, ravnina in središče simetrije. Zgled za to je oblika 
{\displaystyle F_{0}=\left\{(1,0,0),(0,1,0),(-1,0,0),(0,-1,0),(2,1,1),(-1,2,-1),(-2,-1,1),(1,-2,-1)\right\}}
ki je invarianta za smer spremembe izometrije {\displaystyle (x,y,z)\mapsto (-y,x,-z)}  ter je tako akiralna, toda nobena nima središča simetrije. Oblika
{\displaystyle F_{1}=\left\{(1,0,0),(-1,0,0),(0,2,0),(0,-2,0),(1,1,1),(-1,-1,-1)\right\}}
je tudi akiralna, enako kot središče simetrije, toda nima ravnine simetrije.

V dveh razsežnostih ima je vsako telo, ki ima os simetrije, akiralno in ga lahko prikažemo kot, da ima vsaka z njim povezana.
Vsako telo, ki je akiralno ima tudi središče osi. 

## Kiralnost v dveh razsežnostih
V dveh razsežnostih ima vsaka oblika svojo os simetrije, ki je akiralna. Lahko pokažemo tudi, da vsaka povezana akiralna oblika mora imeti os simetrije. Os simetrije oblike  {\displaystyle F} Je premica {\displaystyle L}, tako, da je {\displaystyle F} invarianta za preslikavo {\displaystyle (x,y)\mapsto (x,-y)} ko je {\displaystyle L} izbran za {\displaystyle x}-os koordinatnega sistema. Poglejmo naslednji vzorec:
```
> > > > > > > > > >
 > > > > > > > > > >
```

Ta oblika je kiralna,
vendar ni enaka s svojo zrcalno sliko:
```
 > > > > > > > > > >     
> > > > > > > > > >              
```

Toda, če podaljšamo vzorec v obeh smereh o neskončnosti, se dobi akiralna oblika, ki nima osi simetrije. Simetrijska grupa je frizijska grupa, ki nastane z enostavnim drsnim zrcaljenjem.

## Teorija vozlov
Vozel je akiralen, kadar ga lahko zvezno spremenimo v njegovo zrcalno sliko. V nasprotnem primeru je kiralen. Za zgled sta primerna trivialen vozel in osemkratni vozel, ki sta akiralna, trojni vozel pa je kiralen. 